# Цеструм
Це́струм (лат. Céstrum) — род вечнозелёных кустарников и небольших деревьев семейства Паслёновые с трубчатыми цветками, которые обильно появляются летом.
Ареал рода — тропики и субтропики Америки.
Общее число видов — около ста пятидесяти.
Большинство видов — высокие кустарники, похожие на жасмин, со стеблями до 2—3 м в высоту. Во время цветения цеструм почти полностью покрыт яркими кистями цветков.
В культуре встречаются различные гибридные формы. Цеструм — неприхотливое комнатное растение, рекомендуется для выращивания в прохладных хорошо освещённых помещениях с умеренной влажностью.

## Классификация
Согласно данным сайта The Plant List, род насчитывает 246 видов. 

## Виды
По информации базы данных The Plant List, род включает 247 видов. Некоторые из них:
- Cestrum ambatense Francey
- Cestrum aurantiacum — Цеструм золотисто-жёлтый
- Cestrum ariculatum L'Hér.
- Cestrum bracteatum Link & Otto
- Cestrum chimborazinum
- Cestrum corymbosum Schltdl.
- Cestrum daphnoides Griseb.
- Cestrum diurnum L.
- Cestrum ecuadorense Francey
- Cestrum elegans (Brongn. ex Neumann) Schltdl.
- Cestrum endlicheri Miers
- Cestrum fasciculatum
- Cestrum humboldtii Francey
- Cestrum laevigatum Schltdl.
- Cestrum lanceolatum Miers
- Cestrum lanuginosum Ruiz & Pav.
- Cestrum latifolium Lam.
- Cestrum laurifolium L'Hér.
- Cestrum meridanum Pittier
- Cestrum mutisii Roem. & Schult.
- Cestrum nocturnum
- Cestrum pacificum
- Cestrum parqui L'Hér.
- Cestrum peruvianum Roem. & Schult.
- Cestrum petiolare Kunth
- Cestrum psittacinum Stapf
- Cestrum quitense Francey
- Cestrum roseum Kunth
- Cestrum salicifolium Jacq.
- Cestrum santanderianum Francey
- Cestrum sendtnerianum Mart. ex Sendtn.
- Cestrum sessiliflorum Schott ex Sendtn.
- Cestrum stipulatum Vell.
- Cestrum strigilatum Ruiz & Pav.
- Cestrum stuebelii Hieron.
- Cestrum tomentosum L.f.
- Cestrum validum Francey
- Cestrum viridifolium Francey